# Rue du Pré-de-la-Bataille
Vous lisez un « article de qualité » labellisé en 2021.
La rue du Champ-de-Foire, appellation préalable de la rue du Pré-de-la-Bataille, n’est pas la rue du Champ-de-Foire-aux-Boissons.
La rue du Pré-de-la-Bataille est une voie publique de la commune française de Rouen. Située dans la partie ouest de la ville, elle appartient au quartier Pasteur-Madeleine. Rectiligne et longue de 390 m, elle est perpendiculaire à la rive droite de la Seine.
Son nom témoigne du souvenir d'un lieu d'une bataille médiévale survenue vers 934 entre les chefs normands Guillaume Longue-Épée et Riulf dans un pré à l'entrée de la ville. L'endroit, constitué de prairies, devient un lieu-dit dénommé Pré de la Bataille. Au XVIIIe siècle, il devient un champ de foire, longé par une rue, que le conseil municipal de Rouen décide de nommer en 1833 rue du Pré-de-la-Bataille.
Cet odonyme est très particulier ; en effet, l'esprit humaniste du XIXe siècle évoque parfois les valeurs médiévales mais ce n'est qu'exceptionnellement qu'il choisit un nom de lieu.
La rue double en longueur et s'urbanise durant le XIXe siècle ; plusieurs usines et ateliers s'y installent. Au XXIe siècle, la rue du Pré-de-la-Bataille est essentiellement bordée d'immeubles de bureaux et de commerces dans sa partie sud et majoritairement d'immeubles d'habitation dans sa partie nord. Une association homonyme y a son siège. Après avoir eu un rôle social important à la fin du XIXe siècle, elle est dévolue au XXIe siècle à l'insertion des personnes handicapées mentales.

## Situation et accès
La rue du Pré-de-la-Bataille est située à Rouen. Elle se trouve en lieu et place de l'ancien lieu-dit Pré de la Bataille, qui constitue plus tard une portion du faubourg Cauchoise. Elle appartient désormais au quartier Pasteur-Madeleine.
Légèrement ascendante et parfaitement rectiligne, cette rue est longue de 390 m. Son orientation sud-sud-ouest - nord-nord-est la rend perpendiculaire à la rive droite de la Seine. Elle débute à l'intersection de l'avenue du Mont-Riboudet, qui est orientée comme le fleuve, et se termine rue Prosper-Soyer où elle forme un angle droit avec cette dernière. Les voies qui la joignent lui sont perpendiculaires. Il s'agit de la rue Émile-Leudet, la rue de Constantine, la rue du Contrat-social et la rue Pillore.

## Origine du nom
Le nom de la rue du Pré-de-la-Bataille provient du lieu d'un affrontement survenu vers 934. Cette bataille se déroule dans un pré aux portes de la ville entre les Normands de Guillaume Longue-Épée et ceux menés par Riulf, comte du Cotentin,.

## Historique

### Bataille médiévale
Vers 934, le chef des Normands de la Seine et comte de Rouen, Guillaume Longue-Épée, s'allie aux Francs par des mariages. Se constitue alors un parti contre l'étranger. Il est mené par Riulf — d'ascendance également scandinave —, comte du Cotentin, à la tête de quelques autres barons normands. À leurs yeux, le jarl contracte des mésalliances telles que des étrangers risquent de s'introduire à la Cour et au Conseil, ou de les dépouiller de leurs biens. Guillaume Longue-Épée, encouragé par Anslech de Bricquebec, Bernard le Danois et Bothon, comte du Bessin, est alors contraint de s'opposer avec 300 soldats à une armée de plusieurs milliers d'hommes. Il les affronte dans un pré, au pied du Mont-aux-Malades et des murs de la ville de Rouen, et en ressort vainqueur,,,.

### Émergence du lieu-dit

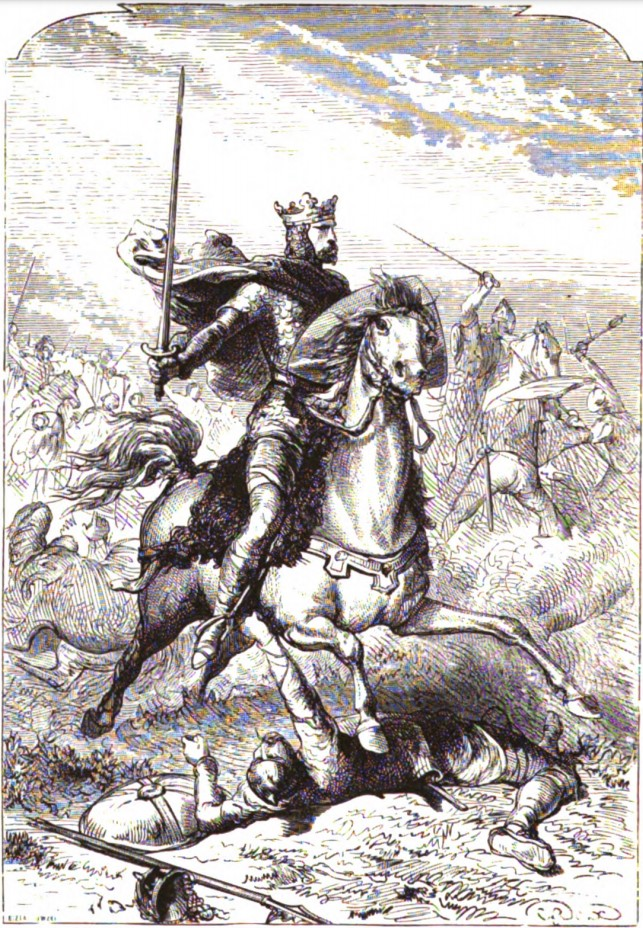
Guillaume Longue-Épée affronte Riulf sur le futur lieu-dit Pré de la Bataille. c. 1866.

Dès 1020-1029, Dudon de Saint-Quentin atteste des combats et témoigne de la présence d'un pré sur le lieu de la bataille : « Locus autem, in quo bellum mirabile fuit, dicitur usque in præsentem diem ad Pratum-Belli. » (L'endroit même où eut lieu cette incroyable bataille est appelé encore aujourd’hui « Pré de la Bataille ».)
Un peu plus d'un siècle plus tard, en 1160-1170, Wace dans son Roman de Rou rapporte les faits et assure de la pérennité du nom du lieu où ils se sont déroulés :
« Mult en murut el champ a dolur e a hunte, 

Tant en neia en Seigne, que nuls n'en set le cunte,

[…]

De treis cenz cheualiers, que Willeame mena,

Ceo fu la vertu Deu, vn sul mort n'i laissa,

[…]

Grant ioie out a Roem, quant Riulf fu matez,

[…]

Li prez de la bataille fu li lieu[s] apelez ;

Encor dure li nuns, ne fu puis remuez. »
« Beaucoup moururent de douleur et de honte sur le champ ;

Il s'en noya tant dans la Seine, que nul n'en sut le compte,

[…]

Des trois cents chevaliers, que Guillaume Longue-Épée mena,

Ce fut la volonté de Dieu, il n'y laissa aucun mort,
 
[…]

La joie fut grande à Rouen, quand Riulf fut vaincu,

[…]

Le lieu fut appelé le Pré de la Bataille ;

Encore de nos jours, il ne fut point changé. »
Ainsi, à la suite de l'événement, ce pré devient un lieu-dit et prend le nom Pré de la Bataille durant plusieurs siècles,,,. Il s'étend alors à l'ouest de Rouen, d'une part du pied des hauteurs de Saint-Gervais à la Seine, et de l'autre des remparts de Rouen à la vallée d’Yonville,,.
Jusqu'en 1419, selon Jean Oursel, la porte du Pré existe telle que « par cette porte on alloi au Pré de la Bataille, pour les lavandières. » Cette porte mène à des prairies au-dessous du couvent des Jacobins. Le roi d'Angleterre, Henri V, victorieux après le siège de Rouen s'octroie en 1420 « un espace considérable qui étoit sur le bord de la Seine, à côté de la porte du Pré de la Bataille » et y érige une tour dénommée Mal s'y frotte, premier élément du Vieil-Palais,,.
En 1520, le Pré de la Bataille et le clos Saint-Marc sont tous les deux pressentis pour accueillir un hôpital. En effet, les linges des pestiférés, comme ceux des autres malades, sont transportés au quai du Pré de la Bataille, où l'Hôtel-Dieu possède une lavanderie.
En 1731, il est fait mention d'une porte nommée Pré-de-la-Bataille. En réalité, ce n'est pas une porte de la ville mais une fausse porte,,.

### Rue homonyme

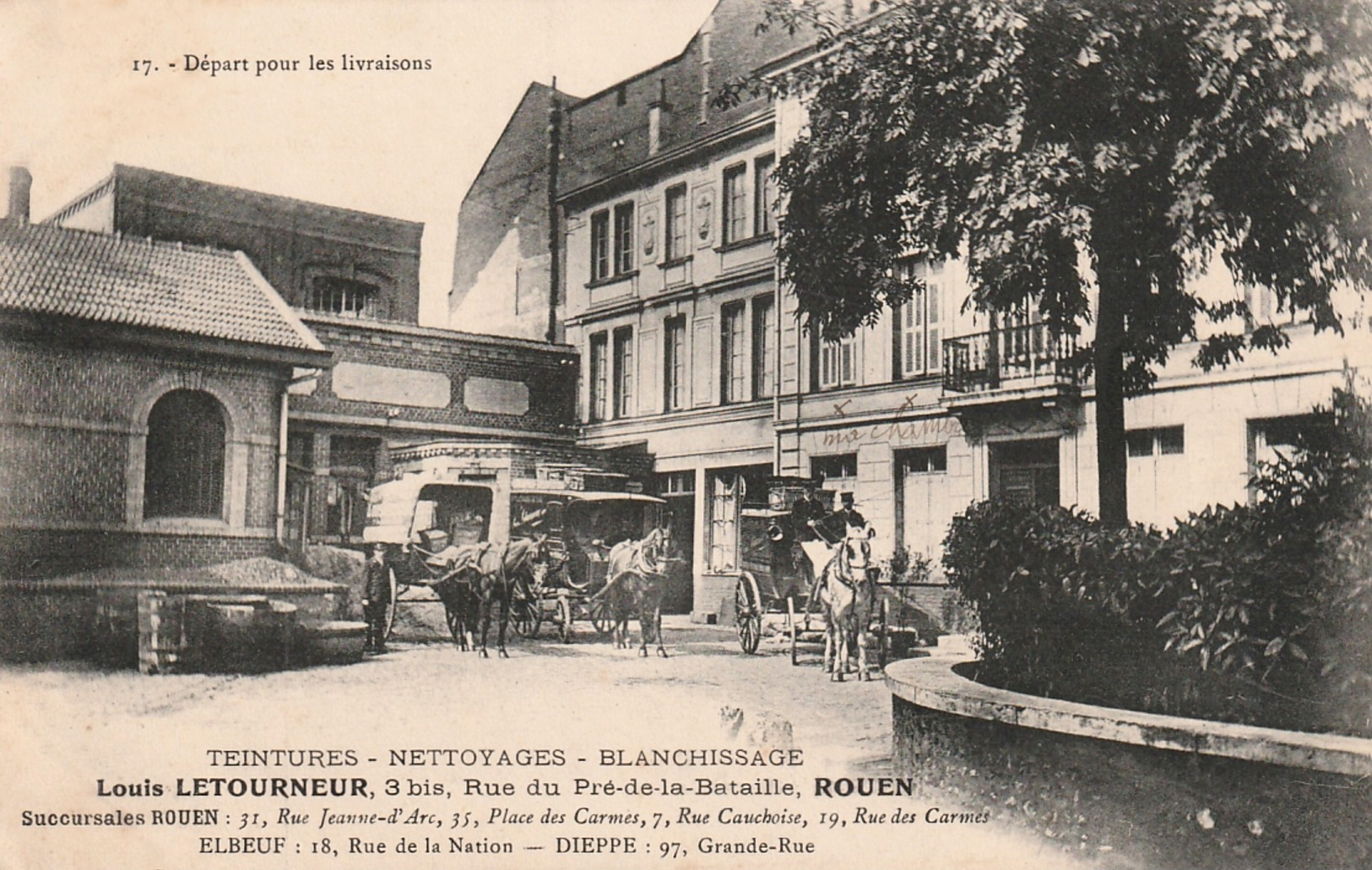
Une extrémité de la rue du Pré-de-la-Bataille vers 1905.

Ainsi, initialement, selon les cartes jusqu’au XVIIIe siècle, le lieu est celui de prairies. Le 18 juin 1785 une partie devient le champ de foire aux boissons dévolu aux marchands de cidres et de poirés,. Cet espace est mentionné par le conseil municipal de Rouen le 12 frimaire an X (3 décembre 1801). Ce n'est que sur un plan de 1817 qu'une voie dénommée rue du Champ-de-Foire borde sa longueur nord. Il est possible qu'elle existe auparavant, ainsi que l'atteste le cadastre napoléonien ordonné en 1807, toutefois pour Rouen, le levé n'est pas daté. Puis ce nom cède la place pour s'inscrire sur une nouvelle voie bordant la largeur nord.

Durant la même séance, ayant ainsi libéré une appellation, et le lieu restant dans la mémoire collective, le 25 avril 1833, le conseil municipal 

« arrête, […] la rue longeant le champ de foire, depuis le boulevard du Mont-Riboudet jusqu'à son extrémité nord, d'après les plans de la ville, prendra le nom de rue du Pré-de-la-Bataille […] »

 Cette décision est remarquable car, ainsi que l'indique Pierre-Henri Billy, les odonymes « formés à l'époque contemporaine pour rappeler des lieux médiévaux, […] sont rarissimes, tels la rue du Pré-de-la-Bataille[…] ». Cela peut être expliqué par le fait que, selon François Guillet, « en Normandie, dès les années 1800, érudits et notables […] se lancent dans la construction d'un monument des origines provinciales […] ; loin de prendre fin avec la Restauration, cette quête des origines, où la recherche des traces du passé scandinave participe d'une archéologie des traditions provinciales, prend une intensité particulière pendant la première moitié du XIXe siècle. ».
Puis, le 1er août 1833, une délibération du conseil municipal prévoit de prolonger la rue à son extrémité nord, marquée par son intersection avec la rue du Champ-de-Foire, jusqu'à la rue Stanislas-Girardin. Cependant le 15 juin 1841 cette instance décide de ne mener qu'une partie du projet jusqu'à la rue du Chouquet. En effet les propriétaires refusent une cession gratuite des terrains nécessaires,. Ce n'est que sur une carte de 1848 qu'apparait une prolongation, mais à quelques mètres près, elle ne rejoint pas la rue Stanislas-Girardin. Le 5 novembre 1869, après une transaction financière, le conseil peut enfin décider de supprimer le rétrécissement situé avant la rue du Chouquet. Ceci permet une largeur égale sur toute la longueur. Finalement en 1885 apparait sur une carte la prolongation complète qui permet de joindre le quai du Mont-Riboudet à la rue Stanislas-Girardin. Ainsi la longueur de la rue passe de 235  à   470 m. Au moins en 1903, comme cela demeure en 2020, l'extrémité nord est condamnée. La rue se termine alors à angle droit avec la rue Prosper-Soyer.
Dans les années 1840, une petite place, à l'ouest des jardins de l'Hôtel-Dieu, rappelle aussi le souvenir de ce pré, mais elle n'est pas dénommée. Cinquante ans plus tard, cette place est entièrement rattrapée par l'étalement urbain du faubourg Cauchoise au profit d'un nouveau quartier. En 1891, la rue est empierrée.
Du 25 au 27 août 1944, trois jours avant sa libération par les Canadiens, Rouen subit des bombardements aériens visant à détruire les ponts sur la Seine. Au troisième jour, des bombes détruisent le bas de la rue du Pré-de-la-Bataille et touchent alors la retorderie Baillard-Duboc-Hauville, l'usine de produits chimiques pour teinture, impression, blanchissage et tannage Deshayes et les teintureries Letourneur,.
Un nouveau numérotage des bâtiments de la rue est établi après-guerre.
Puis lors de la seconde moitié du XXe siècle, la rue du Pré-de-la-Bataille s'étend jusqu'au quai de Boisguilbert qui longe la Seine. Néanmoins en 2006, cette partie sud au-delà de l'avenue du Mont-Riboudet reçoit la dénomination rue René-Dragon en mémoire du résistant éponyme, ce qui lui fait perdre les 135 m acquis précédemment.

## Bâtiments remarquables et lieux de mémoire

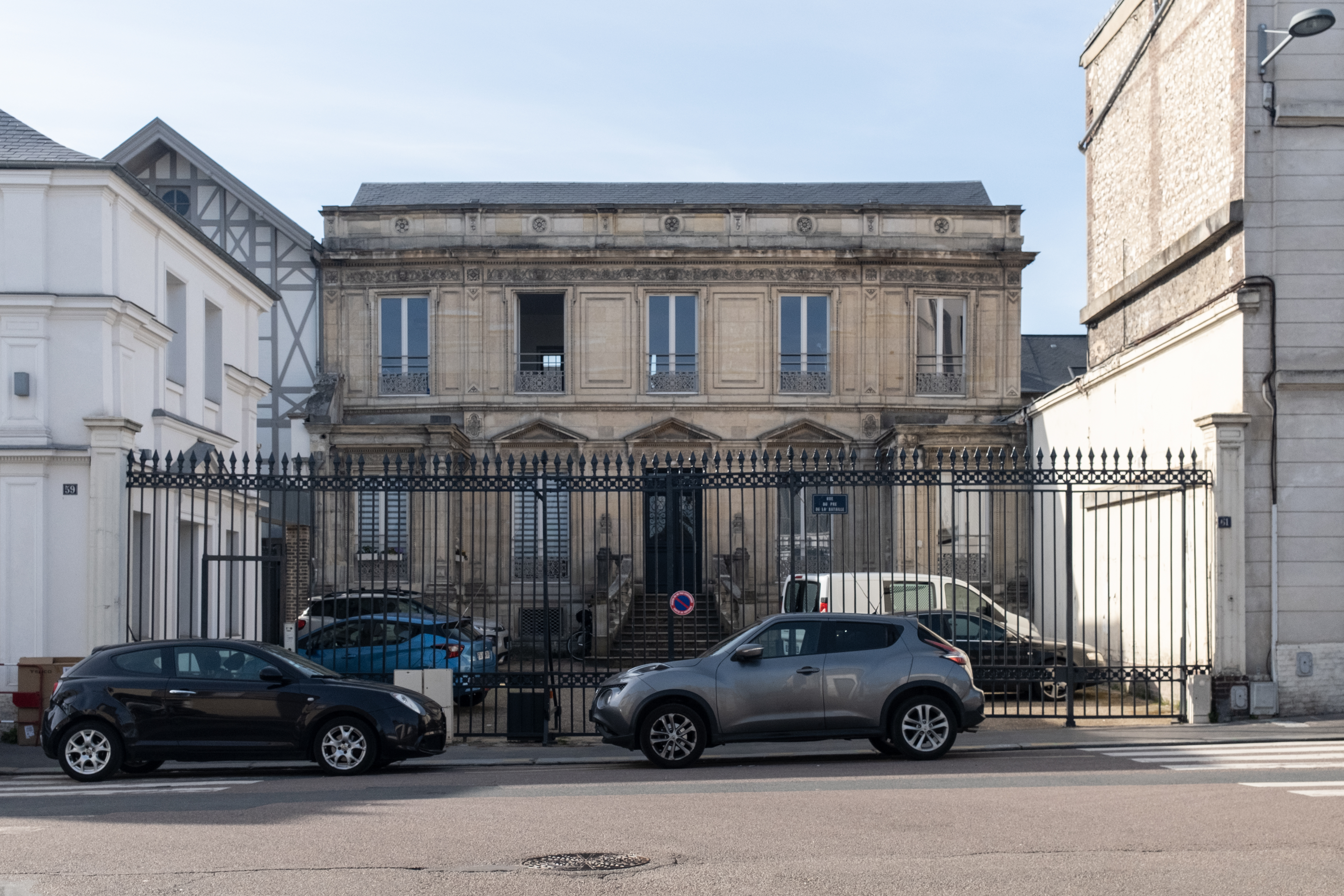
Hôtel particulier, 61 rue du Pré-de-la-Bataille, en 2021.

Il ne semble pas exister d'écrits propres à l'architecture « pas très pittoresque » de cette rue. Elle est à proximité de l'Hôtel-Dieu, inscrit aux monuments historiques, donc dans un périmètre réglementé par l'architecte des bâtiments de France. Néanmoins, son urbanisation, et celle des rues voisines, est parfois qualifiée d'« anarchique ». Afin de réduire les nombreux îlots de chaleur et sachant qu'un important domaine foncier se libère, le conseil municipal du 17 décembre 2020 établit un périmètre d'étude comprenant la rue. Cette mesure administrative lui permet de mieux contrôler le développement local,.
Les bâtiments qui bordent la rue du Pré-de-la-Bataille sont pour sa partie sud essentiellement dévolus à des bureaux et des activités commerciales alors qu'au-delà de la rue de Constantine, qui en marque la moitié, il s'agit plutôt de petits immeubles. Le seul élément très différent est un hôtel particulier au no 61, face à la rue du Contrat-Social. Sa façade, en retrait de l'alignement des immeubles voisins du fait de la présence d'une grande cour d'honneur fermée par une grille, s'inspire d'éléments antiques comme cela est en vogue au début du XIXe siècle. Il se peut qu'il s'agisse de l'ancien no 27, demeure d'Ernest Manchon alors à la tête d'une importante manufacture transférée de la rue de Tanger à la rue de Constantine.

### Industries disparues

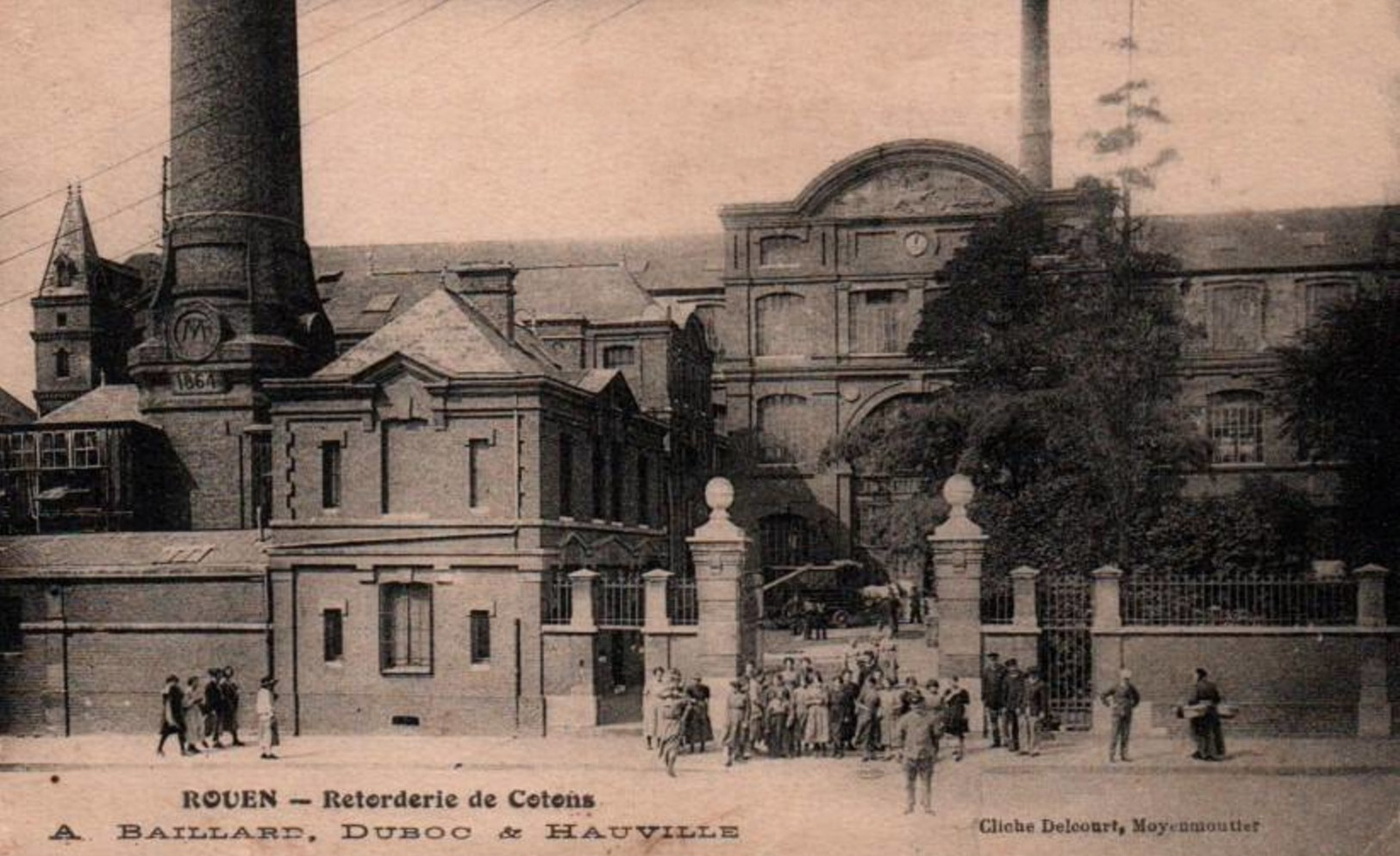
Retorderie de cotons de Baillard, Duboc et Hauville.

La révolution industrielle fait de Rouen une ville tournée vers l'industrie textile, où des usines s'élèvent, comme dans le quartier du Pré de la Bataille. Créée dans les années 1850, la filature de coton Mottet devenue Mottet et Bertrand reprise par Baillard, Duboc & Hauville, a une emprise importante dans la rue ainsi qu'en témoigne la carte dressée par la Société des plans monumentaux de France. Ses bâtiments, alors situés au no 7, se caractérisent par une des plus hautes cheminées des quartiers ouest. Celle-ci est conçue par l'architecte Charles Fleury en 1864. L’entreprise ne survit pas au bombardement d'août 1944.
Les établissements de teinturerie-blanchisserie Louis Letourneur viennent s'installer au no 3 bis en 1878. Ils s'avèrent très importants tant par leurs activités que par leur étendue dans la rue. Ils comptent plusieurs succursales dans le département. À la suite du bombardement d'août 1944, ils sont transférés route de Lyons-la-Forêt. Ils ne cessent leurs activités qu'en février 2021.

### Associations
Depuis 1897, l'association Assistance par le travail de Rouen, fondée en 1892, y possède son siège. Elle a pour but de donner un travail provisoire ou de faire obtenir un travail régulier aux nécessiteux sans emploi, suppléant ainsi les ateliers municipaux supprimés en 1881,,. Considérée comme une « œuvre privée d'assistance facultative », elle est reconnue d'utilité publique depuis 1898. Dans un travail détaillé relatif aux œuvres sociales rouennaises, Yannick Marec constate que la tension entre l'assistance publique à Rouen — qualifiée de « système rouennais » — et la bienfaisance privée, n'empêche pas une complémentarité entre les deux réseaux. L'Assistance par le travail de Rouen y prend activement part à la fin du XIXe siècle,. Devenue l'association Le Pré de la Bataille, cette association loi de 1901 est un Établissement et service d'accompagnement par le travail (ESAT) qui œuvre auprès de personnes en situation de handicap mental. Elle possède aussi dans cette rue, au no 37, une maison de la fin du XIXe siècle.